# Hassan Abdulkadir
Hassan Abdulkadir (Mogadiscio, 28 de enero de 1978) fue un futbolista somalí. Jugaba de arquero y estuvo con su selección entre 2000 y 2002.

## Trayectoria
Hassan Abdulkadir fue un futbolista que se especializaba en la posición de arquero. Formado en las canteras del Elman FC, debutó con dicho equipo en el 1999 y se retiró con el mismo en el 2006. Estuvo tres años bajo la portería del seleccionado mayor de Somalia.

## Selección nacional
Hassan fur titular en los partidos que su selección disputó contra Camerún en Yaundé, válidos para la Clasificación al Mundial Corea-Japón 2002.
También ocupó el titularato en el pórtico somalí en la Copa CECAFA 2000, Copa CECAFA 2001 y Copa CECAFA 2002.
En el 2003, el nuevo técnico Ali Abdi Farah lo desconvocó de los partidos clasifiactorias al Mundial 2006 y puso en su lugar a su hermano, Sheikh Abdulkadir.

## Clubes
| Club     | País    | Año         |
| -------- | ------- | ----------- |
| Elman FC | Somalia | 1999 - 2006 |

## Partidos internacionales
| Fecha                   | Lugar            | Partido              | Competición                               |
| ----------------------- | ---------------- | -------------------- | ----------------------------------------- |
| 19 de abril de 2000     | Yaundé, Camerún  | Somalia 0-3 Camerún  | Eliminatorias al Mundial Corea-Japón 2002 |
| 23 de abril de 2000     | Yaundé, Camerún  | Camerún 3-0 Somalia  | Eliminatorias al Mundial Corea-Japón 2002 |
| 19 de noviembre de 2000 | Kampala, Uganda  | Yibuti 0-0 Somalia   | Copa CECAFA 2000                          |
| 21 de noviembre de 2000 | Kampala, Uganda  | Somalia 1-2 Etiopía  | Copa CECAFA 2000                          |
| 23 de noviembre de 2000 | Kampala, Uganda  | Uganda 6-0 Somalia   | Copa CECAFA 2000                          |
| 26 de noviembre de 2000 | Kampala, Uganda  | Somalia 0-3 Burundi  | Copa CECAFA 2000                          |
| 8 de diciembre de 2001  | Kigali, Ruanda   | Ruanda 3-0 Somalia   | Copa CECAFA 2001                          |
| 12 de diciembre de 2001 | Kigali, Ruanda   | Kenia 3-0 Somalia    | Copa CECAFA 2001                          |
| 14 de diciembre de 2001 | Kigali, Ruanda   | Somalia 0-0 Eritrea  | Copa CECAFA 2001                          |
| 1 de diciembre de 2002  | Arusha, Tanzania | Somalia 0-2 Uganda   | Copa CECAFA 2002                          |
| 3 de diciembre de 2002  | Arusha, Tanzania | Somalia 0-1 Ruanda   | Copa CECAFA 2002                          |
| 5 de diciembre de 2002  | Arusha, Tanzania | Zanzíbar 0-0 Somalia | Copa CECAFA 2002                          |
| 7 de diciembre de 2002  | Arusha, Tanzania | Etiopía 0-1 Somalia  | Copa CECAFA 2002                          |

- Datos: Q5892649